# Шоколадне молоко

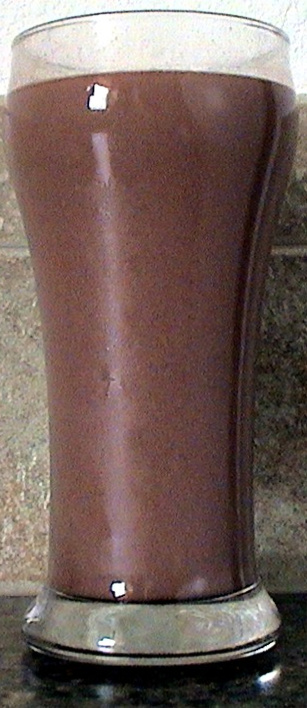

Шоколадне молоко — різновид шоколадного напою: молоко зі смаком какао. Воно створюється шляхом змішування (з використанням суспензії) коров'ячого, козячого або іншого молока з шоколадним сиропом або порошком. Винайдено Гансом Слоаном в 1680-х роках.
Шоколадне молоко може готуватися як в промислових умовах, так і в домашніх, де для його приготування можуть використовуватися какао-порошок, шоколадний сироп або розтоплений шоколад, а також цукор. Нерідко в шоколадне молоко додають і інші інгредієнти, такі як крохмаль, ваніль або (в сучасному виробництві) різні штучні ароматизатори. Шоколадне молоко зазвичай п'ється охолодженим; коли воно починає псуватися, то виділяє запах, схожий на запах кави.
Незважаючи на популярність какао-напою і те, що, на думку деяких дослідників, він позитивно впливає на відновлення організму після спортивних навантажень, ряд дослідників вважає його шкідливим через високий вмісту цукру і пов'язує його часте вживання з імовірністю ожиріння.